# Municipio de Washington Lake
El municipio de Washington Lake (en inglés: Washington Lake Township) es un municipio ubicado en el condado de Sibley, en el estado estadounidense de Minnesota. En el año 2010 tenía una población de 498 habitantes y una densidad poblacional de 5,42 personas por kilómetro cuadrado.

## Geografía
El municipio de Washington Lake se encuentra ubicado en las coordenadas 44°39′54″N 93°56′8″O / 44.66500, -93.93556. Según la Oficina del Censo de los Estados Unidos, el municipio tiene una superficie total de 91.83 km², de la cual 88,88 km² corresponden a tierra firme y (3,21 %) 2,95 km² es agua.

## Demografía
Según el censo de 2010, había 498 personas residiendo en el municipio de Washington Lake. La densidad de población era de 5,42 hab./km². De los 498 habitantes, el municipio de Washington Lake estaba compuesto por el 97,39 % de blancos, el 0,2 % de afroamericanos, el 0,2 % de otras razas, y el 2,21 % de una mezcla de razas. Del total de la población, el 2,61 % eran hispanos o latinos de cualquier raza.